# Eda (Knivsta)
Eda is een plaats in de gemeente Knivsta in het landschap Uppland en de provincie Uppsala län in Zweden. De plaats heeft 51 inwoners (2005) en een oppervlakte van 40 hectare. Eda wordt voornamelijk omringd door naaldbos, maar er ligt ook wat landbouwgrond rondom de plaats, ook grenst Eda aan twee meren: Edasjön in het zuiden en Norrsjön in het noorden. De stad Uppsala ligt ongeveer twintig kilometer ten oosten van het dorp en de plaats Knivsta op ongeveer dezelfde afstand naar het zuidoosten.